# Condiție la limită mixtă

Verde: condiție la limită Neumann; violet: condiție la limită Dirichlet

În matematică, o condiție la limită mixtă este impusă unei ecuații diferențiale ordinare sau unei ecuații cu derivate parțiale astfel încât pe diferite porțiuni disjuncte ale limitei domeniului sunt impuse condiții la limită diferite. Mai exact, într-o problemă cu condiții la limită mixte, soluția trebuie să satisfacă fie condiții la limită Dirichlet, fie condiții la limită Neumann într-un mod în care se exclud reciproc pe părți disjuncte ale frontierei.
De exemplu, dată fiind o soluție u la o ecuație cu derivate parțiale pe un domeniu Ω cu frontiera ∂Ω, se spune că satisface o condiție la limită mixtă dacă ∂Ω fiind din două părți disjuncte, Γ
1 și Γ
2 cu ∂Ω = Γ
1 ∪ Γ
2, u verifică următoarele ecuații:
{\displaystyle \left.u\right|_{\Gamma _{1}}=u_{0}}          și          {\displaystyle \left.{\frac {\partial u}{\partial n}}\right|_{\Gamma _{2}}=g,}
unde u
0 și g sunt funcții date, definite pe acele porțiuni ale frontierei. (Evident, nu este deloc necesar ca u
0 și g să fie funcții, pot fi distribuții⁠(d) sau orice alt fel de funcții generalizate⁠(d).)
Condiția la limită mixtă diferă de condiția la limită Robin prin aceea că aceasta din urmă necesită o combinație liniară⁠(d), eventual cu coeficienți variabili definiți prin operații punctuale, de condiții la limită Dirichlet și Neumann, care trebuie îndeplinite pe întreaga frontieră a domeniului dat.

## Istoric
Prima problemă cu condiții la limită mixte a fost rezolvată de Stanisław Zaremba pentru ecuația lui Laplace. El însuși a afirmat că Wilhelm Wirtinger a fost cel care i-a sugerat să studieze această problemă.